# Children of the World
Children of the World ist das zwölfte internationale Musikalbum der Bee Gees.

## Produktion
1976 ging RSO Records ein Joint Venture mit PolyGram ein, das dem Label einen weltweiten Vertrieb garantierte. Darüber hinaus beteiligte sich PolyGram an RSO Records. Damit endete die Zusammenarbeit mit Atlantic Records in Nordamerika, die seit 1967 Bestand hatte. Dies führte jedoch dazu, dass Atlantic-Hausproduzent Arif Mardin für eine erneute Zusammenarbeit mit den Bee Gees nicht mehr zur Verfügung stand. Auf der Suche nach einem neuen Produzenten fiel die Wahl zunächst auf Richard Perry, der zuvor mit Musikern wie Harry Nilsson, Barbra Streisand, Carly Simon und Ringo Starr zusammen gearbeitet hatte. Als man jedoch nicht zusammen fand, entschied sich die Band, den Posten selbst zu übernehmen. Federführend war dabei Barry Gibb, der sich Karl Richardson, der schon an den Arbeiten zu „Main Course“ beteiligt war, sowie – auf Richardsons Empfehlung – Albhy Galuten an seine Seite holte. Galuten war bisher als Musiker aber vor allem als Tontechniker für Atlantic Records tätig gewesen und arbeitete etwa für Derek and the Dominos oder die Allman Brothers. Das war der Startschuss für ein Produzententeam, das bis in die 1980er-Jahre sehr erfolgreich zusammen arbeiten sollte.
Im Januar 1976 begannen die Aufnahmen zum Album in den Criteria Studios in Miami, wo zunächst die späteren Singles „You Should Be Dancing“ und „Love so Right“ eingespielt wurden. Im Februar war Stephen Stills mit seiner Band in einem Nachbarstudio mit Aufnahmen zu dem Album Long May You Run für die Stills-Young Band beschäftigt. Das führte dazu, dass sowohl Stills, als auch George Perry und Joe Lala auf »Children of the World« zu hören sind.
Zum ersten Mal arbeiteten die Bee Gees mit den von Dr. John initiierten Boneroo Horns zusammen.
Wegen steuerlicher Vorschriften für Ausländer mussten die Bee Gees jedoch am 1. April die Arbeit in den USA einstellen. Sie zogen nach Quebec in Kanada um, wo sie im Le Studio im Mai die Aufnahmen beendeten.
»Children of the World« war das erste Album der Bee Gees seit 1967, auf dem keine Streicher eingesetzt wurden. Blue Weaver übernahm die entsprechenden Parts auf dem Synthesizer.
Alle Kompositionen stammen aus den Jahren 1976.

### Mitwirkende
- Toningenieure:
  - Karl Richardson
  - Ed Mashal
  - John Blanche
  - Nick Blagona (Le Studio)
- Gitarre: Alan Kendall
- Schlagzeug: Dennis Bryon
- Keyboard, Piano, Synthesizer: Blue Weaver
- Saxophon:
  - Joe Farrell
  - Gary Brown
- Percussion:
  - Joe Lala
  - Stephen Stills
  - George Perry
- Bass: George Perry
- Bläser: Boneroo Horns:
  - Peter Graves
  - Ken Faulk
  - Bill Purse
  - Neil Bosanti
  - Whit Sidener

## Trackliste
- A1. You Should Be Dancing (Barry, Robin & Maurice Gibb)
- A2. You Stepped Into My Life (Barry, Robin & Maurice Gibb)
- A3. Love so Right (Barry, Robin & Maurice Gibb)
- A4. Lovers (Barry, Robin & Maurice Gibb)
- A5. Can’t Keep a Good Man Down (Barry, Robin & Maurice Gibb)
- B1. Boogie Child (Barry, Robin & Maurice Gibb)
- B2. Love Me (Barry & Robin Gibb)
- B3. Subway (Barry, Robin & Maurice Gibb)
- B4. The Way it Was (Barry & Robin Gibb, Blue Weaver)
- B5. Children of the World (Barry, Robin & Maurice Gibb)

## Ausgaben
Das Album erschien 1976 bei RSO, weltweit vertrieben von PolyGram.
1985 erschien das Album erstmals auf Compact Disc.
Seit 2008 ist es in Europa auch digital verfügbar.
- 1976: RSO 2394 150 (LP)
- 1985: Polydor 823 658-2 (CD)
- 2006: Reprise Records 8122 77603 2 (CD)
- 2020: Capitol Records 00602577959387 (LP)

## Rezeption
»Children of the World« setzte den Trend der Bee Gees fort, ihre Alben in den USA sehr viel besser zu verkaufen als in Europa. Das Album verkaufte sich in Deutschland und England kaum besser als sein Vorgänger »Main Course«. Unterstützt durch eine ausgedehnte Tournee durch die USA, konnte es dagegen Platz 8 der Billboard-Albumcharts erreichen.
„Love Me“ war 1977 ein Hit für Yvonne Elliman, die den Song für ihr gleichnamiges Album einspielte und auch als Single veröffentlichte. Gladys Knight adaptierte „The Way it Was“ 1978 für ihr Album »Miss Gladys Knight«. „You Should Be Dancing“ wurde seit 1976 vielfach, vor allem von Künstlern aus dem Bereich Dance-Pop neu interpretiert. Jazz-Pianist Lionel Hampton nahm den Song für sein Album »Saturday Night Jazz Fever« auf, das ausschließlich Gibb-Kompositionen enthält. Weitere Versionen gab es von The Beautiful South, The 2 Live Crew oder Marcia Hines. „Subway“ wurde 1977 von Samona Cooke, der Tochter von Sam Cooke, veröffentlicht. Im selben Jahr hatten auch Blonde On Blonde einen kleinen Hit mit dem Titel.

## Trivia
Da bei den Dreharbeiten zu dem Film Saturday Night Fever die für den Soundtrack vorgesehenen Songs der Bee Gees noch nicht zur Verfügung standen, tanzt John Travolta im Film zu „You Should Be Dancing“, weswegen der Titel auch auf dem gleichnamigen Soundtrackalbum zu finden ist.

## Bibliografie
- Die ultimative Biografie der Bee Gees: Geschichten der Brüder Gibb von Melinda Bilyeu, Hector Cook, Andrew Môn Hughes, mit Joseph Brennan und Mark Crohan. Starcluster Verlag, Balve, 2007, ISBN 978-3-925005-66-4.
- You Should Be Dancing – My Life With The Bee Gees von Dennis Bryon, ECW Press, August 2015, ISBN 978-1-77041-242-2.
- The Essential Rock Discography von Martin C. Strong, Canongate Books, 2006, ISBN 978-1-84195-985-6.